# Generacija 5
A Generacija 5 egy szerb rockegyüttes, amely 1977-ben alakult Belgrádban. 1982-ig két nagylemezt adtak ki, majd ebben az évben feloszlottak. 1992-ben a formáció újjáalakult.

## Tagok
- Dragoljub Ilić (billentyűs hangszerek, 1977-82, 1992-jelenleg)
- Boban Đorđević (dob, 1977-82, 1994-jelenleg)
- Jovan Rašić (vokál, 1977-79)
- Dragan Jovanović (gitár, 1977-82, 1992-jelenleg)
- Dušan Petrović (basszus, 1977-82)
- Miloš Stojisavljević Cajger (basszus, 1978-79, 1992-jelenleg)
- Goran Milošević (vokál, 1979-82)
- Đorđe David Nikolić (vokál, 1992-2000)
- Zoran Radovanović (dob, 1992)
- Dragan Panjak (vokál, 2002)
- Dejan Najdanović Najda (vokál, 2005-jelenleg)

## Lemezeik

### Sorlemezek
- Generacija 5 (1980)
- Dubler (1982)
- Svet je tvoj (1997)
- Energija (2006)

### Koncertlemezek
- Unplugged & Live (2002)

### Válogatások
- Generacija 5 78–94 (1994)
- Pomoli se još jednom... (2000)

### Kislemezek
- "Novi život" / "Izgubljeni san" (1978)
- "Svemu dođe kraj" / "Noćni mir" (1979)
- "Umoran od svega" / "Ti samo budi dovoljno daleko" (1979)
- "Spakuj se, požuri" / "Samo laži" (1981)